# Pasul Curmătura Boului
Pasul Curmătura Boului (numit și Pasul Trei Movile), este o trecătoare situată în Carpații Orientali la 1040 m altitudine pe Drumul Național 17A, care traversează Obcina Feredeului și leagă vale Moldoviței de cea a Moldovei.
Pasul unește comunele sucevene Vatra Moldoviței și Sadova, respectiv orașele Câmpulung Moldovenesc și Rădăuți
În mod eronat, în unele surse Pasul Curmătura Boului este confundat uneori cu Pasul Pașcanu, situat mai spre nord-vest tot în Obcina Feredeului, dar pe un drum nemodernizat și fără caracter de drum public.

## Date geografice
Trecătoarea este situată pe culmea dintre vârfurile Trei Movile (1156 m altitudine, situat spre nord-vest) și Deia (1200 m altitudine, situat spre sud-est), între satele Paltinu (spre nord-est) și Sadova (spre sud-vest).
Drumul care traversează pasul este modernizat
Cea mai apropiată stație de cale ferată este la Câmpulung Moldovenesc, pe linia secundară 502.
Cel mai apropiat aeroport se află la Suceava.
În apropiere se află pasurile Ciumârna – spre nord-est, Pașcanu – spre nord-vest  și Mestecăniș – spre sud-vest

## Obiective turistice de interes situate în apropiere
- Mănăstirea Moldovița
- Muzeul Oului de la Vama și cel de la Moldovița
- Cheile Lucavei
- Tinovul Găina - Lucina
- Rezervația Răchitișul Mare
- Munții Rarău și Giumalău